# 磯光駅
磯光駅（いそみつえき）は、かつて福岡県鞍手郡宮田町（現・宮若市）大字鶴田にあった、九州旅客鉄道（JR九州）宮田線の駅（廃駅）である。
宮田線の廃止に伴い、1989年（平成元年）12月23日に廃駅となった。

## 歴史
- 1908年（明治41年）3月28日：官設鉄道（後の国鉄筑豊本線）勝野駅 - 菅牟田駅（初代）間の貨物支線の開業と同時に、施設上の分岐点（菅牟田分岐点）として設置[1]。
- 1910年（明治43年）10月15日?：鶴田信号所に改称[1]。
- 1911年（明治44年）
  - 2月1日：菅牟田分岐点に再改称[1]。
  - 5月13日?：勝野駅 - 菅牟田駅（初代）間廃止に伴い、菅牟田分岐点廃止[1]。
- 1912年（明治45年）7月21日：国鉄桐野線（後の宮田線）勝野駅 - 桐野（後の筑前宮田）駅間の旅客営業開始に伴い、菅牟田駅（2代目）への貨物支線の分岐点に新設[1]。旅客のみ取り扱い[1]。
- 1919年（大正8年）8月1日：貨物、荷物の取り扱いを開始[1]。一般駅となる[1]。
- 1974年（昭和49年）3月5日：貨物の取り扱いを廃止[1]。
- 1977年（昭和52年）7月1日：当駅 - 菅牟田駅（2代目）間の貨物支線を廃止[1]。
- 1984年（昭和59年）2月1日：荷物の取り扱いを廃止[1]。同時に駅員無配置駅となる[3][4]。
- 1987年（昭和62年）4月1日：国鉄分割民営化により、JR九州に継承[1]。
- 1989年（平成元年）12月23日：宮田線の全線廃止に伴い、廃駅となる[1]。

## 駅構造
廃止時は単式1面1線のプラットホームを有する無人駅であったが、かつては石炭積み出し用に側線やホッパーが存在した。

## 隣の駅
九州旅客鉄道（JR九州）
宮田線
勝野駅 - 磯光駅 - 筑前宮田駅
日本国有鉄道
宮田線
磯光駅 - （貨）新菅牟田駅